# Diane Ellis
Diane Ellis (Los Ángeles, 20 de diciembre de 1909 - Madrás, 15 de diciembre de 1930) fue una actriz estadounidense que trabajó como secretaria del Film Research Bureau. 
Su debut en el cine fue en 1927 en la película Is Zat So?.
Trabajó también en Chain Lightning (1927) junto con Buck Jones.
En Happiness Ahead (1928) trabajó junto a las populares actrices Colleen Moore y Lilyan Tashman.  
La película High Voltage (1929) fue la primera película hablada en la que trabajó.
La última película que protagonizó fue Laughter (1930), un triángulo romántico con Fredric March y Nancy Carroll donde interpretó el mejor papel de su carrera y tuvo un gran éxito de crítica.
El 14 de octubre de 1930, Ellis contrajo matrimonio con Stephen Caldwell Millett Jr en la Catedral americana de París. Al día siguiente, durante su luna de miel en la India falleció en Madrás a causa de una infección.